# Strychnos daclacensis
Strychnos daclacensis är en tvåhjärtbladig växtart som beskrevs av Trân Công Khánh. Strychnos daclacensis ingår i släktet Strychnos och familjen Loganiaceae. Inga underarter finns listade i Catalogue of Life.